# Charles Simonyi
Charles Simonyi (en húngaro Simonyi  Károly); nacido el 10 de septiembre de 1948  es un ingeniero de software húngaro que supervisó la creación de la suite ofimática Microsoft Office, junto con Richard Brodie. Actualmente dirige su propia compañía, Intentional Software, dedicada al desarrollo y comercialización de programación intencional. En 2007 se convirtió en el quinto turista espacial, el único que ha repetido hasta ahora y el segundo húngaro en el espacio. Su fortuna asciende a cerca de mil millones de dólares.
Simonyi es el creador de la notación húngara, de Bravo, la primera aplicación informática WYSIWYG y un conocido filántropo, patrocinador de una cátedra en la Universidad de Oxford, otra en la Universidad de Stanford y del Instituto de Estudios Avanzados de Princeton.

## Biografía
Tras completar sus estudios, Simonyi trabajó en Xerox PARC, en Palo Alto, California. Allí desarrolló el primer procesador de textos WYSIWYG, Bravo, para el ordenador Xerox Alto.
Fue uno de los primeros programadores contratados directamente por Bill Gates para Microsoft,<red ñame=Alesso /> donde desarrolló Multiplex, el predecesor de la hoja de cálculo Microsoft Excel, la primera versión del conocido procesador de textos Microsoft Word para MS-DOS, en 1983. Posteriormente se dedicó al desarrollo de la suite ofimática Microsoft Office.
Mientras trabajaba en Microsoft, Simonyi introdujo la programación orientada a objetos que se estaba desarrollando en Xerox y desarrolló la convención de notación húngara para nombrar variables. Originalmente, este trabajo formó parte de su tesis doctoral. Esta notación ha sido profusamente utilizada en Microsoft.
A pesar de ser uno de los programadores de mayor prestigio dentro de la empresa, Simonyi abandonó Microsoft en 2002 y creó, junto a Gregor Kiczales, su propia empresa de informática, Intentional Software, que se dedica a desarrollar la llamada programación intencional que el propio Simonyi ayudó a desarrollar en Microsoft Research.
Nota aclaratoria: Según Andy Hertzfeld en su libro Revolución en Silicon Valley, la notación húngara surgió cuando Simonyi trabajaba en  Xerox PARC y no en Microsoft.

## Filántropo
Simonyi es un activo filántropo. En 1995 comenzó a patrocinar una cátedra, la Simonyi Professorship of the Public Understanding of Science en la  Universidad de Oxford, cuyo primer profesor fue el biólogo, ahora retirado, Richard Dawkins. También estableció la cátedra «Charles Simonyi Professor for Innovation in Teaching» en la Universidad de Stanford. 
En enero de 2004 Simonyi creó un fondo, el «Charles Simonyi Fund for Arts and Sciences» para apoyar el desarrollo de programas educativos, científicos y artísticos en el entorno de Seattle. Los primeros receptores de la ayuda fueron al Orquesta Sinfónica de Seattle y la Biblioteca Pública de Seattle.
En 2005, el fondo donó 25 millones de dólares al Instituto de Estudios Avanzados de 
Princeton (Nueva Jersey).
En enero de 2008, donó 20 millones de dólares para la construcción del Gran Telescopio para Rastreos Sinópticos.

## Turista espacial

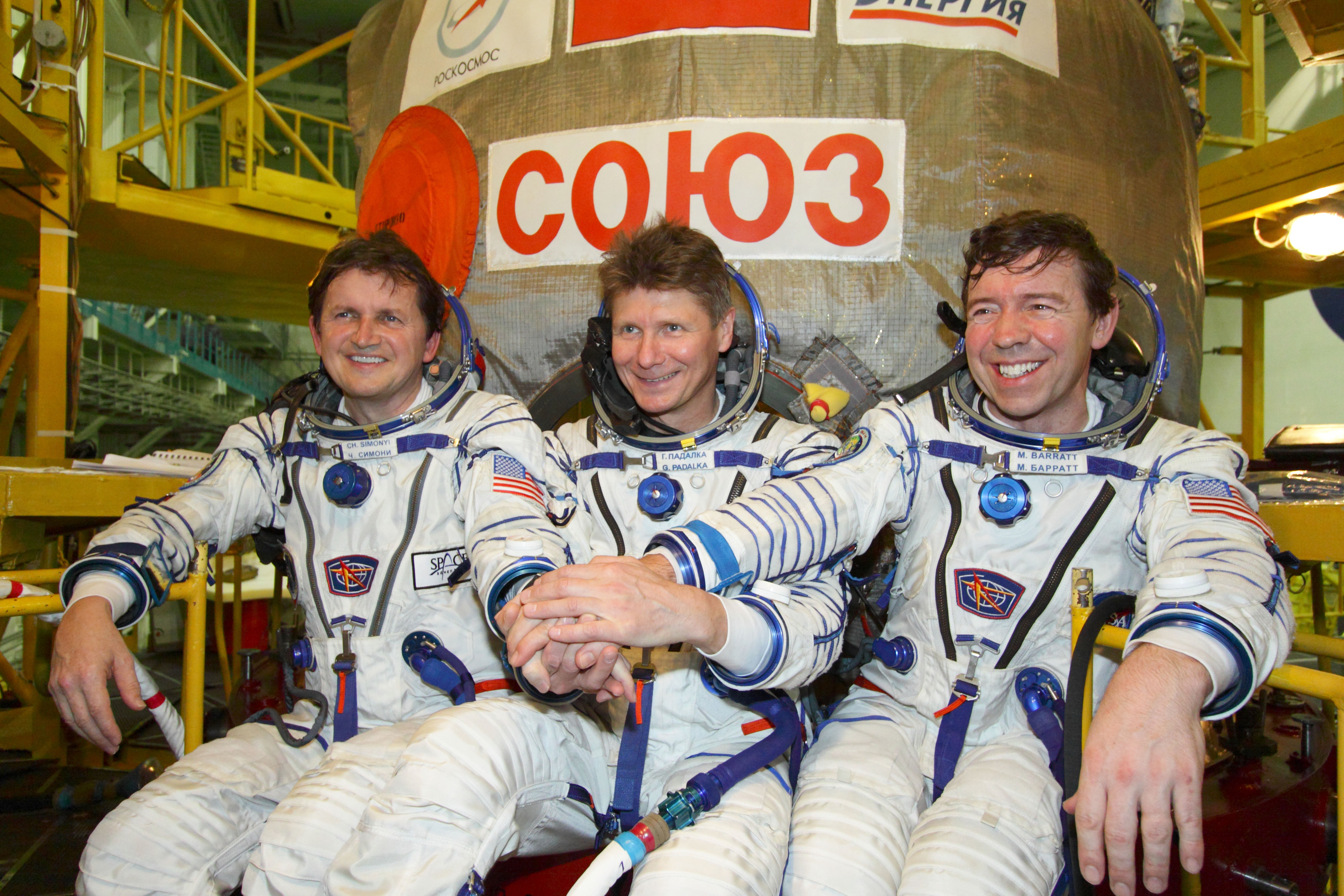
Tripulación de la misión Soyuz TMA-14 (2009).

En 2007, se convirtió en el quinto turista espacial en visitar la Estación Espacial Internacional, después de pagar cerca de 20 millones de dólares para una estancia de diez días. Fue entrenado en la Ciudad de las Estrellas y viajó por medio de la compañía de turismo espacial Space Adventures el 7 de abril, a bordo de la nave espacial Soyuz TMA-10  regresando con un día de retraso, el 21 de abril, después de una viaje total de catorce días.
Tras su llegada a la Estación el 9 de abril, Simonyi afirmó:

«Es asombroso cómo de negro es el cielo. Fue muy, muy dramático. Era como un gran decorado, una fantástica producción de ópera. Eso es a lo que me refería cuando dije que estaba asombrado»

En octubre de 2008 contrató un segundo viaje a la Estación Espacial Internacional a través de la empresa Space Adventures para viajar en la misión Soyuz TMA-14. El 26 de marzo de 2009 volvió al espacio y regresó el 7 de abril, a bordo de la Soyuz TMA-13, junto a los astronautas Yuri Lonchakov y Michael Fincke.